# Roman Czerwiński
Roman Jerzy Czerwiński (ur. 26 sierpnia 1956 w Piasecznie, zm. 9 maja 2010 w Siedliskach) – polski menedżer, inżynier i urzędnik państwowy, w latach 1993–1996 podsekretarz stanu w Ministerstwie Przemysłu i Handlu.

## Życiorys
Syn Jerzego i Danieli. Absolwent Wydziału Mechanicznego Energetyki i Lotnictwa Politechniki Warszawskiej, napisał pracę magisterską u Zbigniewa Brzoski na temat analizy wytrzymałościowej łopat wirnika nośnego. Kształcił się podyplomowo w zakresie zarządzania przedsiębiorstwem i zdał egzamin dla członków rad nadzorczych w spółkach z udziałem Skarbu Państwa.
Po studiach od 1980 do 1990 pracował jako konstruktor (m.in. modelu PZL-105 Flaming) kolejno w Instytucie Lotnictwa i WSK PZL Warszawa–Okęcie, w 1989 objął funkcję specjalisty ds. rozwoju w WSK. W latach 1990–1993 pozostawał dyrektorem naczelnym Instytutu Lotnictwa. Następnie od 7 kwietnia 1993 do 31 grudnia 1996 zajmował stanowisko podsekretarza stanu w Ministerstwie Przemysłu i Handlu, a po likwidacji resortu w 1997 był wiceprezesem Agencji Rezerw Materiałowych. Później zajmował kierownicze stanowiska w Przemysłowym Centrum Optyki i przedsiębiorstwie Bartimpex, a także w powiązanej z nim spółce PolGaz Telekom. Następnie kierował elektrowniami w Ostrołęce i Kozienicach, a w 2009 został wiceprezesem Rafako. Prowadził też własną działalność gospodarczą i doradzał firmom energetycznym.
Był żonaty, miał dwie córki. 15 maja 2010 pochowany w Piasecznie.